# Llista de topònims de Vilagrassa
Llista de topònims (noms propis de lloc) del municipi de Vilagrassa, a l'Urgell
Informació actualitzada per un bot. Els canvis manuals es perdran quan s'actualitzi!

## casa
| imatge | Nom       | Ubicat a   | instància de | Detalls                                                               | coordenades                                                                                          | Protecció                                  | Commons (més fotos)   | Dades a WD                    |
| ------ | --------- | ---------- | ------------ | --------------------------------------------------------------------- | --- | ------------------------------------------ | --------------------- | ----------------------------- |
|        | Cal Botes | Vilagrassa | casa         | Estil: arquitectura del Renaixement 16th century                      | 41° 38′ 56″ N, 1° 06′ 19″ E / 41.648878°N,1.10533°E ca:Carrer d'Anglesola, 10, Vilagrassa 352 msnm   | bé integrant del patrimoni cultural català | Cal Botes             | Modifica les dades a Wikidata |
|        | Cal Giró  | Vilagrassa | casa         | Estil: arquitectura del Renaixement arquitectura barroca 16th century | 41° 38′ 56″ N, 1° 06′ 18″ E / 41.648908°N,1.104995°E ca:Carrer d' Anglesola, 11, Vilagrassa 352 msnm | bé integrant del patrimoni cultural català | Cal Giró (Vilagrassa) | Modifica les dades a Wikidata |

## església
| imatge | Nom                                 | Ubicat a   | instància de                 | Detalls                                          | coordenades                                                                | Protecció                                  | Commons (més fotos)                 | Dades a WD                    |
| ------ | ----------------------------------- | ---------- | ---------------------------- | ------------------------------------------------ | -------------------------------------------------------------------------- | ------------------------------------------ | ----------------------------------- | ----------------------------- |
|        | Mare de Déu del Roser de Vilagrassa | Vilagrassa | església                     | Estil: gòtic tardà arquitectura neoclàssica      | 41° 38′ 56″ N, 1° 06′ 10″ E / 41.648783333333°N,1.1027472222222°E 353 msnm | bé integrant del patrimoni cultural català | Mare de Déu del Roser de Vilagrassa | Modifica les dades a Wikidata |
|        | Montalbà                            | Vilagrassa | església ermita              | Estat: ruïnós                                    | 41° 37′ 25″ N, 1° 04′ 50″ E / 41.623711°N,1.080676°E 346 msnm              |                                            |                                     | Modifica les dades a Wikidata |
|        | Santa Maria de Vilagrassa           | Vilagrassa | església església parroquial | Estil: arquitectura romànica arquitectura gòtica | 41° 38′ 54″ N, 1° 06′ 20″ E / 41.6483°N,1.10556°E                          | bé cultural d'interès nacional             | Santa Maria de Vilagrassa           | Modifica les dades a Wikidata |

## granja
| imatge | Nom                 | Ubicat a   | instància de | Detalls | coordenades                                                         | Protecció | Commons (més fotos) | Dades a WD                    |
| ------ | ------------------- | ---------- | ------------ | ------- | ------------------------------------------------------------------- | --------- | ------------------- | ----------------------------- |
|        | Granges del Batalla | Vilagrassa | granja       |         | 41° 38′ 58″ N, 1° 06′ 32″ E / 41.6495444563009°N,1.10899844607315°E |           |                     | Modifica les dades a Wikidata |
|        | Granja del Batalla  | Vilagrassa | granja       |         | 41° 38′ 57″ N, 1° 05′ 52″ E / 41.6491231766877°N,1.09766302175238°E |           |                     | Modifica les dades a Wikidata |
|        | Granja del Perers   | Vilagrassa | granja       |         | 41° 39′ 07″ N, 1° 05′ 58″ E / 41.6519244711973°N,1.09930983095049°E |           |                     | Modifica les dades a Wikidata |

## masia
| imatge | Nom                        | Ubicat a   | instància de | Detalls | coordenades                                                         | Protecció | Commons (més fotos) | Dades a WD                    |
| ------ | -------------------------- | ---------- | ------------ | ------- | ------------------------------------------------------------------- | --------- | ------------------- | ----------------------------- |
|        | Cal Teto                   | Vilagrassa | masia        |         | 41° 37′ 56″ N, 1° 04′ 06″ E / 41.6321608757441°N,1.06834150003837°E |           |                     | Modifica les dades a Wikidata |
|        | Mas de l'Estadella         | Vilagrassa | masia        |         | 41° 37′ 09″ N, 1° 04′ 24″ E / 41.6191409093249°N,1.0733872272264°E  |           |                     | Modifica les dades a Wikidata |
|        | Masia del Botes            | Vilagrassa | masia        |         | 41° 38′ 03″ N, 1° 04′ 21″ E / 41.6340756256928°N,1.07241416165198°E |           |                     | Modifica les dades a Wikidata |
|        | Torre del Blasi            | Vilagrassa | masia        |         | 41° 38′ 00″ N, 1° 03′ 23″ E / 41.633398277726°N,1.0563627426513°E   |           |                     | Modifica les dades a Wikidata |
|        | Torre del Fuster de la Gol | Vilagrassa | masia        |         | 41° 38′ 30″ N, 1° 04′ 18″ E / 41.641762904772°N,1.0717199978572°E   |           |                     | Modifica les dades a Wikidata |
|        | Torre del Niu              | Vilagrassa | masia        |         | 41° 37′ 41″ N, 1° 04′ 31″ E / 41.6280540333457°N,1.07533057512774°E |           |                     | Modifica les dades a Wikidata |
|        | Torre del Pagès            | Vilagrassa | masia        |         | 41° 38′ 20″ N, 1° 03′ 31″ E / 41.638840028329°N,1.0586004078617°E   |           |                     | Modifica les dades a Wikidata |
|        | Torre del Ros de Verdú     | Vilagrassa | masia        |         | 41° 38′ 01″ N, 1° 05′ 30″ E / 41.6336332810266°N,1.09177989355349°E |           |                     | Modifica les dades a Wikidata |
|        | Torreta del Bitxo          | Vilagrassa | masia        |         | 41° 38′ 43″ N, 1° 06′ 11″ E / 41.6451392786064°N,1.10293145189141°E |           |                     | Modifica les dades a Wikidata |

## muntanya
| imatge | Nom                  | Ubicat a   | instància de | Detalls | coordenades                                                         | Protecció | Commons (més fotos) | Dades a WD                    |
| ------ | -------------------- | ---------- | ------------ | ------- | ------------------------------------------------------------------- | --------- | ------------------- | ----------------------------- |
|        | Tossal de Montalbà   | Vilagrassa | muntanya     |         | 41° 37′ 26″ N, 1° 05′ 00″ E / 41.62386389°N,1.08323056°E 362.5 msnm |           |                     | Modifica les dades a Wikidata |
|        | Tossal de Montperler | Vilagrassa | muntanya     |         | 41° 37′ 27″ N, 1° 05′ 20″ E / 41.6241°N,1.08888°E 371.8 msnm        |           |                     | Modifica les dades a Wikidata |
|        | Tossal del Montcofre | Vilagrassa | muntanya     |         | 41° 37′ 41″ N, 1° 03′ 39″ E / 41.6281°N,1.06077222°E 343.3 msnm     |           |                     | Modifica les dades a Wikidata |
|        | les Tosses           | Vilagrassa | muntanya     |         | 41° 37′ 54″ N, 1° 03′ 52″ E / 41.631774°N,1.064327°E 346.3 msnm     |           |                     | Modifica les dades a Wikidata |

## Misc
| imatge | Nom                                           | Ubicat a                                                                                        | instància de                                   | Detalls                               | coordenades | Protecció                                  | Commons (més fotos)                                        | Dades a WD                    |
| ------ | --------------------------------------------- | ----------------------------------------------------------------------------------------------- | ---------------------------------------------- | ------------------------------------- | --- | ------------------------------------------ | ---------------------------------------------------------- | ----------------------------- |
|        | Espai Natural Protegit d'Anglesola-Vilagrassa | Urgell Vilagrassa Anglesola Tàrrega                                                             | espai natural                                  |                                       | 41° 40′ 16″ N, 1° 05′ 42″ E / 41.671°N,1.095°E                                                                                                |                                            |                                                            | Modifica les dades a Wikidata |
|        | Ondara                                        | Urgell Segarra                                                                                  | curs d'aigua                                   | Desemboca: canal d'Urgell Llarg: 47km | 41° 34′ 01″ N, 1° 23′ 09″ E / 41.56681388888889°N,1.3858288888888888°E 41° 40′ 08″ N, 1° 03′ 52″ E / 41.66878805555555°N,1.0644569444444445°E |                                            | Ondara River                                               | Modifica les dades a Wikidata |
|        | Pont del Teto                                 | Vilagrassa                                                                                      | pont                                           | Travessa: canal d'Urgell              | 41° 37′ 51″ N, 1° 04′ 14″ E / 41.6308574563476°N,1.07063732385477°E                                                                           |                                            |                                                            | Modifica les dades a Wikidata |
|        | Secans de Belianes-Preixana                   | Tàrrega Vilagrassa Preixana Sant Martí de Riucorb Belianes Arbeca Vilanova de Bellpuig Bellpuig | àrea protegida Pla d'Espais d'Interès Natural  | 1992 Superfície: 6505 6523.26765ha    | 41° 35′ 24″ N, 1° 01′ 16″ E / 41.59°N,1.021°E                                                                                                 |                                            | Secans de Belianes-Preixana (Special Area of Conservation) | Modifica les dades a Wikidata |
|        | Sitges de la plaça del Sitjar a Vilagrassa    | Vilagrassa                                                                                      | jaciment arqueològic sitja                     |                                       | 41° 38′ 56″ N, 1° 06′ 22″ E / 41.6488888889°N,1.10611111111°E                                                                                 | bé integrant del patrimoni cultural català | Sitges de la plaça del Sitjar a Vilagrassa                 | Modifica les dades a Wikidata |
|        | Torre del tossal del Telègraf                 | Vilagrassa                                                                                      | torre de telegrafia òptica                     | Estat: ruïnós                         | 41° 38′ 35″ N, 1° 04′ 51″ E / 41.643043°N,1.080809°E 359 msnm                                                                                 | bé integrant del patrimoni cultural català |                                                            | Modifica les dades a Wikidata |
|        | Vilagrassa                                    | Vilagrassa                                                                                      | entitat singular de població capital municipal | 633 hab                               | 41° 38′ 54″ N, 1° 06′ 21″ E / 41.64832692°N,1.10596977°E 355 msnm                                                                             |                                            |                                                            | Modifica les dades a Wikidata |
|        | canal d'Urgell                                | Noguera Urgell Pla d'Urgell Garrigues Segrià                                                    | canal de reg                                   | Desemboca: Segre Llarg: 144.2km       | 41° 55′ 47″ N, 1° 09′ 50″ E / 41.92977111111111°N,1.16391°E 41° 34′ 27″ N, 0° 34′ 37″ E / 41.57407111111111°N,0.5769580555555556°E            |                                            | Canal d'Urgell                                             | Modifica les dades a Wikidata |
|        | casa consistorial de Vilagrassa               | Vilagrassa                                                                                      | casa consistorial                              |                                       | 41° 38′ 53″ N, 1° 06′ 24″ E / 41.648166°N,1.1067768°E                                                                                         |                                            |                                                            | Modifica les dades a Wikidata |